# Bicester
Bicester este un oraș în comitatul Oxfordshire, regiunea South East, Anglia. Orașul se află în districtul Cherwell. 